# Mantiel
Mantiel település Spanyolországban, Guadalajara tartományban. Mantiel Alique, Pareja, Chillarón del Rey, Durón, Cifuentes és Trillo, Guadalajara községekkel határos. Lakosainak száma 31 fő (2024).

## Népesség
A település népessége az utóbbi években az alábbiak szerint változott:
| Lakosok száma | 96   | 79   | 70   | 76   | 70   | 45   | 42   | 34   | 30   | 31   |
|               | 2001 | 2004 | 2006 | 2009 | 2011 | 2014 | 2016 | 2019 | 2021 | 2024 |